# وامالان لنتوپال
وامالان لنتوپال (انگلیسی: Vammalan Lentopallo) یک تیم والیبال در جنوب غربی فنلاند در سال ۱۹۷۸ تأسیس شده است، این تیم در منطقه پیرکانما مستقر است و در لیگ والپا حضور دارد.